# Xfig
Xfig je vektorový grafický editor běžící v systému X Window System na většině platforem unixového typu. Je ve vývoji od roku 1985. Je napsán v jazyce C za pomoci knihovny Xlib. Jedná se o otevřený a svobodný software.
Pro snazší vkládání výsledných obrázků do dokumentů v LaTeXu nabízí podporu balíků PGF/TikZ a PSTricks. Také je možné jím editovat soubory typu DOT používané softwarem Graphviz.
Mezi podporované vstupní formáty patří 
- rastrové: GIF, JPEG, PCX, PNG, PPM, TIFF, XBM a XPM
- vektorové: PostScript a EPS

Mezi podporované výstupní formáty patří:
- rastrové GIF, JPEG, PCX, PNG, PPM, TIFF, XBM, XPM a SLD
- vektorové:  PostScript, PDF, SVG, PIC, CGM, Metafont, MetaPost, WMF a Tk